# Gerrit Winter (Jurist)

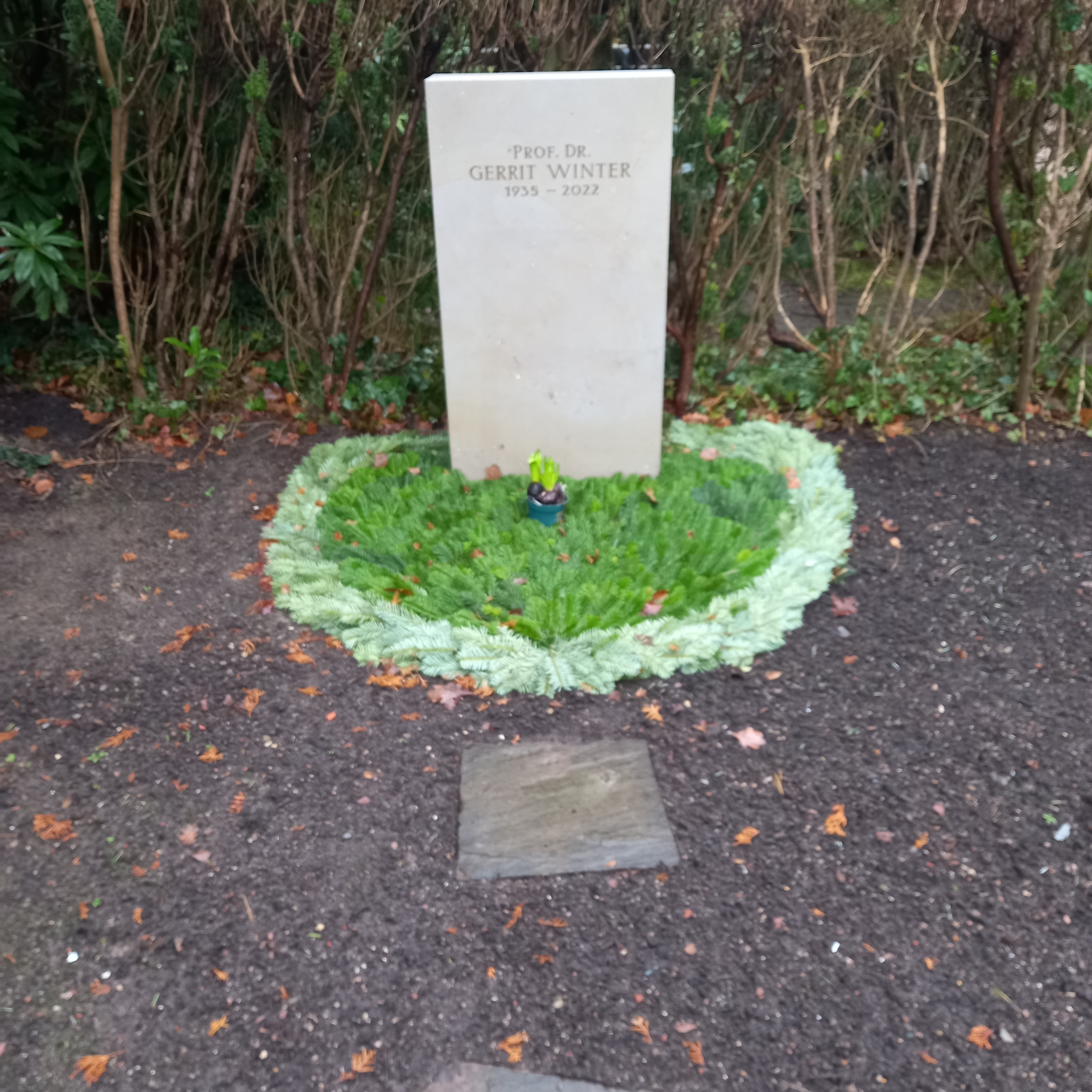
Das Grab von Gerrit Winter auf dem Nienstedtener Friedhof in Hamburg

Gerrit Winter (* 22. Februar 1935 in Gotha; † 27. Januar 2022 in Hamburg) war ein deutscher Versicherungsjurist und Hochschullehrer.

## Leben
Der Sohn von Julius Winter besuchte das Max-Planck-Gymnasium (Göttingen). Nach dem Abitur studierte er an der Julius-Maximilians-Universität Würzburg, dem Keble College, Oxford, und der Georg-August-Universität Göttingen Rechtswissenschaft. Er wurde in Göttingen zum Dr. iur. promoviert. Dort habilitierte er sich auch. Während seines Studiums wurde er Mitglied des Corps Makaria-Guestphalia Würzburg, des Corps Teutonia-Hercynia Göttingen und des Corps Budissa-Leipzig zu Passau.
1977 wurde er auf den Lehrstuhl für Bürgerliches Recht, Versicherungsrecht und Rechtsvergleichung an der Universität Hamburg berufen.  Im Hamburger Zentrum für Versicherungswissenschaft leitete er (im jährlichen Wechsel mit Manfred Werber) den Versicherungswissenschaftlichen Verein bis 2006. Winter engagierte sich für den LL.M.-Studiengang Versicherungsrecht. Am 8. Juni 2007 wurde er im Alter von 72 Jahren emeritiert. Danach wirkte er als Emeritus und Co-Programmdirektor am Seminar für Versicherungswissenschaft an der Universität Hamburg beim berufsbegleitenden LL.M.-Studiengang Versicherungsrecht mit.
Von 1978 bis 1995 war er Vorsitzender der deutschen Sektion der Oxford University Society.

## Ehrenämter
- Stellvertretender Vorstandsvorsitzender des Versicherungswissenschaftlichen Vereins in Hamburg
- Vorstandsmitglied der Abteilung für Privatversicherungsrecht des Deutschen Vereins für Versicherungswissenschaft
- Post-Chairman der Arbeitsgruppe State Supervision of Insurance der Association Internationale de Droit des Assurances (AIDA)
- Honorary Chairman der Oxford University Society, German Branch
- Beirat der Kulturstiftung Gotha

## Werke
- Kommentar zum Versicherungsvertragsgesetz und zu den allgemeinen Versicherungsbedingungen unter Einschluss des Versicherungsvermittlerrechtes, Bd. 5., Halbbd. 2: Lebensversicherung, Bruck-Möller, 8. Auflage. 1988
- Interessenkonflikte bei der Lebensversicherung zugunsten Angehöriger. VVW, Karlsruhe 1989
- Versicherungsaufsichtsrecht. VVW, Karlsruhe 2007